# رينا كوبوتا
رينا كوبوتا (باليابانية: RENA؛ بالكانا: レーナ) هي لاعبة كاراتيه يابانية، ولدت في 29 يونيو 1991 في أوساكا في اليابان.

## وصلات خارجية
- رينا كوبوتا على موقع بيلاتور (الإنجليزية)
- رينا كوبوتا على موقع شيردوغ (الإنجليزية)